# Роб Кардаш'ян
Роберт Артур Кардаш'ян (народився 17 березня 1987 року) — американський телевізійний діяч і бізнесмен з родини Кардаш'ян. У 2011 році Кардаш'ян змагався в тринадцятому сезоні "Танці з зірками ABC ", під час якого він посів друге місце.
Роб та його брати та сестри отримують більшу частину своїх доходів, публічно схвалюючи такі продукти, як Coca-Cola, за які їм виплачується (станом на 2016 рік) від 75 000 до 300 000 доларів США за повідомлення в Instagram, Facebook та Twitter, відповідно до CBC Marketplace та The Telegraph.

## Раннє життя
Кардаш'ян народився 17 березня 1987 у Лос-Анджелесі, штат Каліфорнія, США в адвоката Роберта Кардаш'яна та його дружини Кріс. У нього є три старші сестри — Кортні, Кім та Хлої . Його батьки розлучилися в 1991 році, а його мати того ж року вийшла заміж за олімпійського десятиборця Брюса Дженнера . Через її шлюб Кардаш'ян отримав зведених братів Бертона «Берта», Брендона та Броді ; зведених сестер Кейсі, Кендалл та Кайлі Дженнер. Його батько Роберт Кардаш'ян помер у вересні 2003 року від раку стравоходу.
Кардаш'ян закінчив Університет Південної Каліфорнії навчаючись в Маршалловій школі бізнесу в 2009 році.

## Кар'єра
Кардаш'ян був учасником 13 сезону «Танці з зірками» у 2011 році. Він був в парі з дворазовою чемпіонкою Шеріл Берк і пройшов далі, ніж його сестра Кім під час її появи у сьомому сезоні. Кардаш'ян був майже вибитий на четвертому тижні. За сезон Кардаш'ян став найдосконалішим танцюристом, просуваючись разом зі своєю партнеркою Шеріл Берк до фіналу. Пара опинилася на другому місці після Дж. Р. Мартінеса та Каріни Смирнофф .
Кардаш'ян також увійшов у кілька бізнес-підприємств, працюючи з PerfectSkin, Rival Spot, BG5 та працюючи над власною шкарпетковою лінією. Кардаш'ян був одним з фінальних суддів «Міс США 2012».
Кардаш'ян оголосив у серпні 2012 року, що пізніше повернеться до університету Південної Каліфорнії та вивчить право. Юридична школа юридичних наук Гулдс заперечила це і заявила через свій акаунт у Twitter, що Кардаш'ян навіть не звернувся до школи.
У 2012 році Кардаш'ян брав участь у ігровому шоу «Вибір» каналу Фокс. Того ж року він запустив свою шкарпеткову лінію під назвою Артур Джордж.
Реаліті серіал «Rob & Chyna» вийшов 11 вересня 2016 року. Це було після початку стосунків Кардаш'ян з моделлю Блек Чина, коли вони очікували свою першу дитину.

## Особисте життя
Кардаш'ян зустрічався з актрисою Адрієнною Байлон з 2007 по 2009 рік. Їхні стосунки були задокументовані у сімейному реаліті-шоу Keeping Up with Kardashians. Після місяців міркувань, у жовтні 2012 року Кардаш'ян підтвердив через свій акаунт у Twitter, що він та співачка Ріта Ора були у стосунках. У грудні 2012 року було виявлено, що їхні стосунки закінчилися.
У грудні 2015 року повідомлялося, що Кардаш'ян був госпіталізований після того, як захворів і отримав діагноз діабет.
У січні 2016 року Кардаш'ян почав зустрічатися з моделлю Blac Chyna . 5 квітня 2016 року Кардаш'ян та Чина оголосили про заручини через Instagram після трьох місяців знайомств. У травні 2016 року повідомлялося, що пара очікує свою першу дитину. У вересні 2016 року вони підтвердили, що мають дівчину. Їх дочка, мрія Дрім Рене Кардаш'ян, народилася 10 листопада 2016 року. 17 грудня 2016 року подружжя оголосило про розкол у соціальних мережах після того, як був зламаний обліковий запис Чини в Instagram. Кардаш'ян розповів своїм прихильникам Snapchat, що його наречена залишила його, виїхавши з дому і взявши із собою їхню місячну доньку. Однак пара примирилася. У грудні 2016 року Кардаш'ян оголосив у своєму Instagram-повідомленні, що він і Чина розлучилися. 28 грудня 2016 року Кардаш'ян знову був госпіталізований з приводу діабету, однак він вийшов із лікарні на наступний день.
5 липня 2017 року Кардаш'ян випустив серію публікацій в Instagram (з моменту видалення), звинувативши Чину в невірності та опублікувавши її відверті фотографії.